# Faiz Mohammed Kâteb
Faiz Mohammed Kâteb (1862–1931), né dans la province de Ghazni, Afghanistan, est un historien et un intellectuel, fonctionnaire ("kateb") à la cour des émirs Abdur Rahman (1880-1901), Habibullah Châh (1901-1919), et Amanoullâh Shâh (1919-1929). Il était un Hazara, auteur d'une histoire de l'Afghanistan (Siradj ul Tawarikh) en cinq volumes, ainsi que d'autres travaux dont une biographie de l'émir Habiboullah Châh. Il participa au mouvement constitutionnaliste naissant, ce qui lui valut un bref emprisonnement. Il serait mort après avoir été battu par des partisans de Batcha-e Saqâo qui s'était auto proclamé émir sous le nom d'Habiboullah 
.